# Cryptocephalus mucoreus
Cryptocephalus mucoreus är en skalbaggsart som beskrevs av J. L. Leconte 1859. Cryptocephalus mucoreus ingår i släktet Cryptocephalus och familjen bladbaggar. Inga underarter finns listade i Catalogue of Life.